# Semințe de măr
Semințe de măr (アップルシード Appurushīdo?) este un film SF de acțiune anime japonez din 2004 regizat de Shinji Aramaki. În rolurile principale joacă actorii Ai Kobayashi, Jūrōta Kosugi, Mami Koyama, Yuki Matsuoka și Toshiyuki Morikawa (roluri de voce). Scenariul este bazat pe manga Appleseed de Masamune Shirow.

## Distribuție
- Ai Kobayashi ca Deunan Knute
- Jūrōta Kosugi ca Briareos Hecatonchires
- Mami Koyama ca Athena Areios
- Miho Yamada ca Nike
- Yuki Matsuoka ca Hitomi
- Toshiyuki Morikawa ca Yoshitsune "Yoshi" Miyamoto
- Yuzuru Fujimoto ca Edward Uranus III
- Takehito Koyasu - Colonel Hades
- Tadahisa Saizen ca Kudoh
- Emi Shinohara ca Dr. Gilliam Knute
- Fumio Matsuoka, Hirotake Nagata, Ikuo Nishikawa, Ryuji Nakagi, Takehiro Koyama, Toshihiko Kuwagai și Yoshiyuki Kaneko - Consiliul celor 7 Bătrâni